# Anton Braith

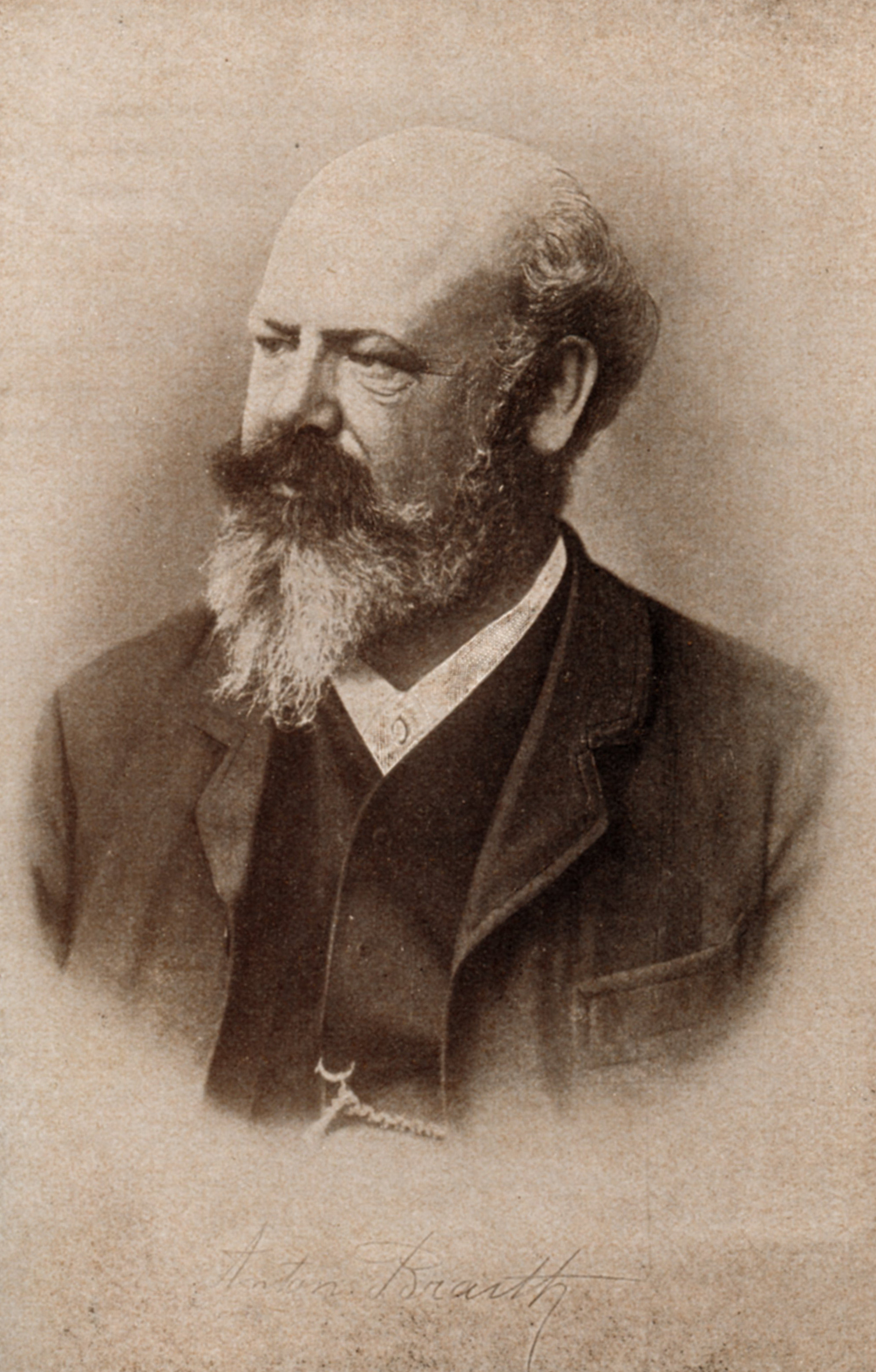
Anton Braith

Anton Braith (* 2. September 1836 in Biberach an der Riß; † 3. Januar 1905 ebenda) war ein deutscher Tier- und Landschaftsmaler und Professor an der Akademie der Bildenden Künste München. 

## Leben

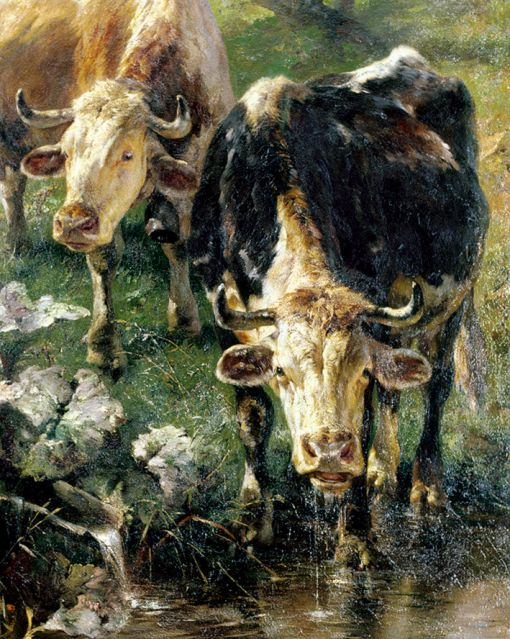
Kühe

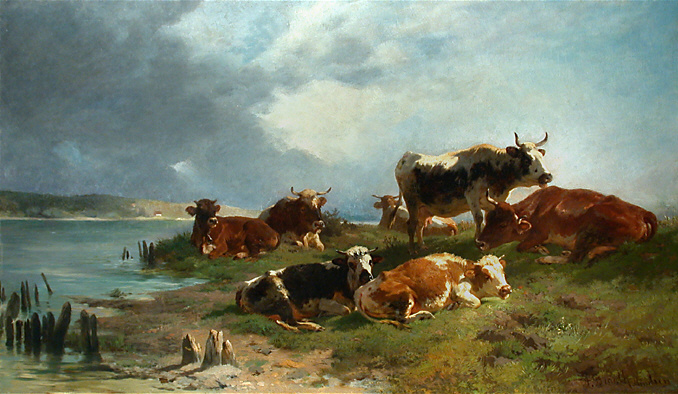
Kühe auf der Weide

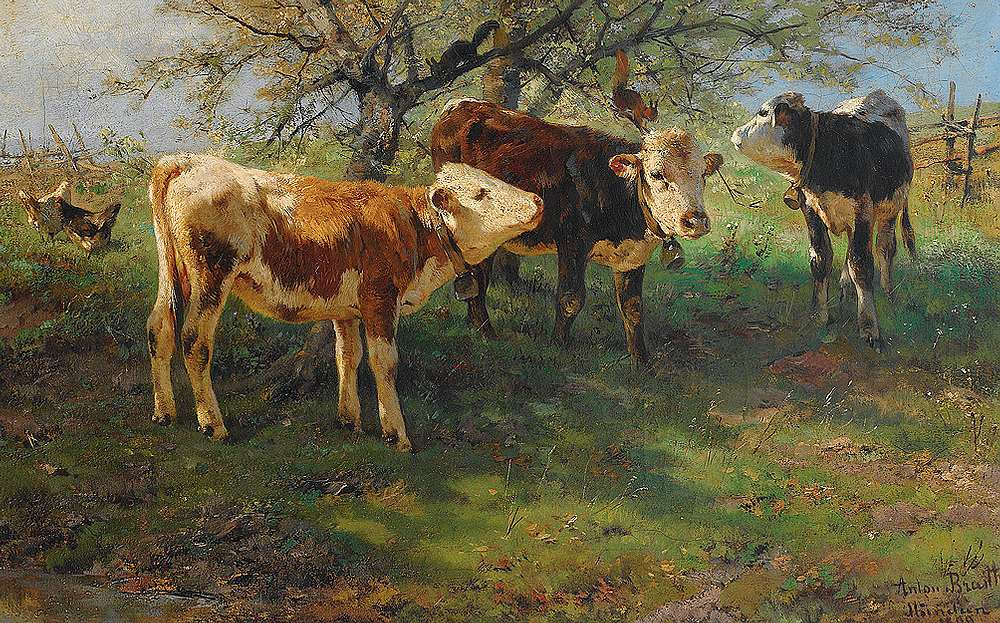
Frühlingsweide

Anton Braith war Sohn eines Tagelöhners in Biberach, der später zum Verwalter eines Bauernhofs aufstieg. Als Kind half er beim Viehhüten. 1851 trat er mit einem Stipendium in die Stuttgarter Kunstschule ein, um bei Bernhard von Neher, Heinrich von Rustige und Heinrich Funk zu studieren. Nach ersten Erfolgen zog er 1860 zusammen mit seinem Mitschüler Albert Kappis nach München, wo er Christian Mali kennenlernte und Kontakte zu den Künstlerkolonien in Brannenburg, Pang, Aresing und auf der Fraueninsel im Chiemsee knüpfte.
1867 reiste er mit Mali, Kappis und Carl Ebert nach Paris. Nach Ausstellungserfolgen in München, Paris und Wien erwarben Mali und er das heute nicht mehr vorhandene Haus in der Münchner Landwehrstraße 46, das fortan „Schwabenburg“ genannt wurde und zeitweise auch anderen Malern wie Josef Willroider als Atelier diente. 1874 war er mit Mali am Bodensee, 1875 kaufte er eine Villa in Biberach als Zweitwohnsitz. 1884 unternahm er eine erste Italienreise, 1889 eine weitere. Außerdem kam er 1886 nach Nordwestdeutschland.
Als es 1892 zur Spaltung der Münchner Künstlerschaft kam, schloss sich Braith nicht der Secession an, sondern blieb dem Münchner Kunstverein treu. 1903 erkrankte er an der Leber und ging 1904 auf eine Kur in Bozen. Ein halbes Jahr vor seinem Tod fuhr er nach Biberach, um sich pflegen zu lassen, wo er auch starb. Er war nicht verheiratet und vermachte seinen künstlerischen Nachlass der Stadt Biberach. Diese richtete 1906 das Braith-Museum ein. Mali, der kurz darauf starb, konnte bewogen werden, seinen Nachlass ebenfalls der Stadt zu vermachen. Die Freunde wurden nebeneinander auf dem Alten Katholischen Friedhof in Biberach bestattet.

## Werk
Braith wird der Münchner Schule zugerechnet und galt nach dem Tod von Friedrich Voltz als der führende deutsche Tiermaler, ein Rang, der ihm später von Heinrich von Zügel abgenommen wurde. Sein Thema waren die Nutztiere Rind, Schaf und Ziege, seltener auch Geflügel. Er malte sie meist in kleinen, gemischten Herden und verschiedenen Rassen und stellte damit die vormoderne Tierhaltung dar, die in seiner Zeit eigentlich schon als überholt galt. Dies machte aber sicher gerade seinen Erfolg im Zeitalter der Industrialisierung aus, da sich die Städter nach dem unverfälschten Landleben zurücksehnten. Zuweilen zeigte Braith auch Begegnungen von sichtlich entfremdeten Stadtmenschen mit den Tieren auf dem Land.
Sein Werk wird in vier Phasen eingeteilt:
- 1851–1860 bemühte er sich, noch etwas steif und süßlich, idyllische Land- und Tierszenen in der Art der Holländer zu komponieren.
- 1860–1873 spezialisierte er sich auf Tierporträts, die meist mit einem landschaftlichen Rahmen und mit Genredarstellungen (Hirten) verbunden sind.
- 1874–1894 stand er auf dem Höhepunkt seines Schaffens und malte Tierszenen von nie dagewesener Dramatik und Bewegtheit.
- 1894–1904 geriet er ins Abseits der aktuellen Kunstszene und malte nur noch ruhige Tierszenen auf Almen oberhalb der Baumgrenze.

Braith malte für den Verkauf überwiegend großformatige Atelierbilder, die er aus Einzelstudien zusammensetzte. Formate dieser Größe wurden vor ihm für Tierbilder nicht verwendet.
Außer den Tierbildern kennt man von Braith kleinformatige Landschaftsbilder und Pflanzenstudien, die teilweise auch im Freien entstanden und von großem Können zeugen, die er aber wohl nicht in den Handel gab.
Braith kannte die Tiere aufgrund seiner Herkunft gut. Er malte mit großer Kenntnis der tierischen Anatomie und des tierischen Verhaltens. Die stärksten Eindrücke erzielten diejenigen Bilder von ihm, welche Tiere in höchster Not und Gefahr zeigen. Braith wird deshalb auch dem Realismus zugerechnet. Es ist jedoch nicht zu übersehen, dass seine Szenen künstlich komponiert sind und nicht die Wirklichkeit darstellen, sondern eine künstlerisch gesteigerte Sicht der Dinge. Sein Werk weist viele Parallelen mit dem des Anders Askevold auf.
Zu seinen bekanntesten Bildern gehören Gestörte Ruhe, Kühe im Krautacker (1868), Ein Zug Ochsen (1870, Kunsthalle in Hamburg), Weidende Kühe (1872), Heimkehrendes Vieh (1873), Rinder und Hirtenbube und Die Flucht einer Herde vor dem Gewitter, Kühe vor einem vom Gebirgsbach zerstörten Steg (um 1873), Rückkehr der großen Schafherde von der Alp (1880), Stallbrand (um 1882), sowie Gegenseitige Überraschung (1893).

## Ehrungen
Braith wurde zum Ehrenmitglied der Königlichen Akademie der Bildenden Künste in München ernannt. Die Stadt Biberach verlieh ihm am 4. August 1891 die Ehrenbürgerwürde. Im Münchner Stadtbezirk Ramersdorf-Perlach wurde eine Straße nach ihm benannt.

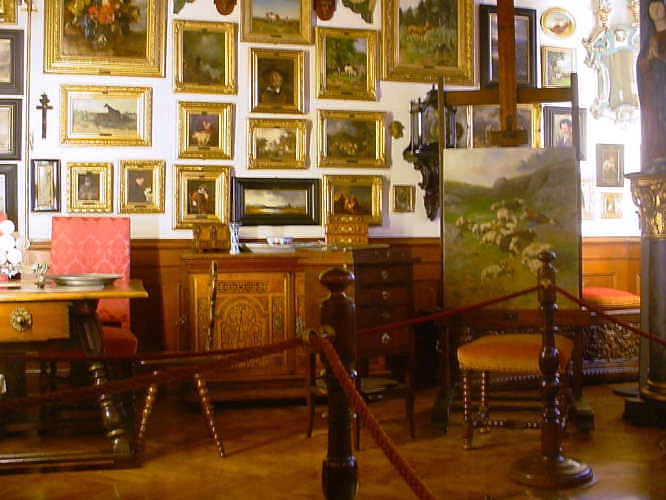
In den Braith-Mali-Ateliers

## Nachlass
Die reich ausgestatteten Atelierräume aus München mit den Nachlässen von Anton Braith und Christian Mali sind heute im Braith-Mali-Museum in Biberach zu sehen. Diese aus München translozierten Räume dienten jedoch weniger der Produktion von Kunst, sondern vielmehr der Ausstellung und dem Verkauf. Die eigentlichen Arbeitsräume sind nicht erhalten.